# Metroid Prime: Trilogy
Metroid Prime: Trilogy foi uma compilação de três jogos eletrônicos de ação-aventura desenvolvidos pela Retro Studios e publicados pela Nintendo exclusivamente para o Wii. Ele incluí três títulos da série Metroid: Metroid Prime, Metroid Prime 2: Echoes e Metroid Prime 3: Corruption. Os dois primeiros tinham sido originalmente lançados para o Nintendo GameCube, tendo sido atualizados com muitos dos elementos que tinham sido implementados em Corruption, como por exemplo um novo esquema de controle baseado no Wii Remote e um sistema de créditos conectado ao WiiConnect24.
A compilação foi anunciada pela Nintendo pela primeira vez em maio de 2009, e foi lançada na América do Norte em agosto de 2009, seguida por seus lançamentos europeus e australianos em setembro e outubro, respectivamente. O título não foi lançado no Japão porque os ports de Prime e Echoes foram lançados como jogos da série New Play Control! naquela região. Em janeiro de 2010, a Nintendo descontinuou a distribuição da compilação tanto na América do Norte quanto na Austrália.
Metroid Prime: Trilogy foi aclamado pela crítica, com elogios pelos novos controles, o enredo dos jogos e pelo sistema de conquistas. Mais tarde ele foi relançado digitalmente na Nintendo eShop do Wii U em janeiro de 2015.

## Lançamento e disponibilidade
Foi lançado na América do Norte em 24 de agosto de 2009, na Europa em 4 de setembro de 2009 e na Austrália em 15 de outubro de 2009. Ele vem embalado em uma caixa metálica (disponível apenas na América do Norte), contém um livreto de arte e inclui outras características. É um de dois jogos de Wii publicados pela Nintendo com caixa de coloração não branca (além de New Super Mario Bros Wii). O diretor da Nintendo da Austrália Lappin Rose disse em uma entrevista que existem algumas surpresas "no livro" para a versão australiana do jogo. No entanto, em 9 de janeiro de 2010, foi relatado que a Nintendo of America deixou de produzir a coleção. Em 11 de janeiro de 2010, foi noticiado que a Nintendo da Austrália fez o mesmo. A Nintendo da Europa tem ainda de fazer um comentário, mas é provável que sigam o exemplo.